# Okrožje Warren, Iowa
Okrožje Warren (izvirno angleško Warren County) je okrožje, ki leži v ameriški zvezni državi Iowa. Leta 2000 je prebivalstvo štelo 40.671 ljudi. Sedež okrožja je Indianola, Iowa.

## Geografija
Na podlagi Cenzusnega birija ZDA okrožje pokriva območje 1.485 km² (573 mi²). 1.481 km² (572 mi²) je kopnega in 4 km² (2 mi²) je vodnih površin (vodne površine predstavljajo 0,27 % vse površine).

### Sosednja okrožja
- Okrožje Polk (sever)
- Okrožje Marion (vzhod)
- Okrožje Lucas (jugovzhod)
- Okrožje Clarke (jugozahod)
- Okrožje Madison (zahod)

## Mesta
| - Ackworth - Carlisle - Cumming - Hartford | - Indianola - Lacona - Martensdale | - Milo - New Virginia - Norwalk | - Sandyville - Spring Hill - St. Marys |

## Znamenitosti
- Greenwood Roadway